# Lordi
Lordi je finska hardrockovska glasbena skupina, ki je bila ustanovljena leta 1992. Njihova značilnost so odrski kostumi pošasti.  
V njihovi glasbi so prisotne prvine tradicionalnega hard rocka in sodobni elementi, kot so elektronski zvoki.

## Zasedba
Lordi, (rojen Tomi Petteri Putaansuu) je pevec in ustanovitelj skupine. Z osmimi leti se je začel učiti igranja na baskitaro, kitaro in bobne. Že tedaj je bil oboževalec skupine Kiss in kasneje je postal tudi predsednik finskega kluba oboževalcev te skupine. Je ljubitelj metal glasbe iz osemdesetih let, kar se kaže tudi na glasbenem slogu skupine Lordi. Lordi je tudi pristojen za masko in posebne učinke - oboje se je sam priučil. Številne kostume za člane skupine je sam oblikoval. Lordijev kostum vključuje iztezljive netopirjeve peruti in čevlje z 20 cm visokim podplatom.
Amen  je kitarist. K skupini je pristopil leta 1996. Njegov kostum predstavlja mumijo in ga je sprva sestavljalo le nekaj povojev. Kasneje ga je zamenjal s kostumom, ki predstavlja ponovno oživljeno mumijo faraona. 
Awa  igra na klaviature in je edina ženska v skupini. Leta 2005 je zamenjala nekdanjo članico Enary. Predtem je igrala že v drugih skupinah, tudi v skupini Dolchamar, ki je svoje pesmi izvajala v esperantu.Predstavlja duha. 
Otus  je bobnar in predstavlja zombija. K skupini je pristopil leta 2010. 
Ox je basist in je v skupini od oktobra 2005. Prvič je s skupino nastopil na odru januarja 2006.

## Evrovizija 2006
Marca 2006 je skupina Lordi zmagala na nacionalnem predizboru za Evrovizijo. Z 42,2 odstotka glasov je premagala 11 drugih izvajalcev. 
Tako je 18. maja 2006 skupina nastopila na polfinalnem izboru Evrovizije v Atenah. Z 292 točkami je zasedla prvo mesto in se skupaj z ostalimi devet najbolje uvrščenimi skladbami uvrstila v finale, ki je potekalo 20. maja. Zmago na finalni prireditvi je dosegla prav tako z 292 točkami in tako premagala Rusijo (248 točk) in Bosno in Hercegovino (229 točk) s 63 oziroma 44 točk prednosti. Zmaga skupine Lordi pomeni prvo zmago Finske na Evroviziji.

## Kritike pred finalom
Po zmagi na finskem nacionalnem predizboru je bila skupina deležna številnih kritik, predvsem s strani Cerkve, ki je trdila, da Lordi širi satanizem. Finsko predsednico Tarjo Halonen so celo pozvali, naj v Atene pošlje namesto Lordija skupino s tradicionalno finsko glasbo. Očitku o širjenju satanizma zanika tudi ena njihovih najbolj priljubljenih pesmi z naslovom Devil is a Loser (Hudič je zguba).

## Kritike po zmagi
Največ kritik po zmagi v Atenah je bil deležen njihov odrski nastop, poln posebnih učinkov. Vpadljivi kostumi in pirotehnični učinki naj bi občinstvo preveč impresioniralo, da bi se lahko osredotočilo na kakovost glasbe. 

## Diskografija

### Albumi
- 2002 - Get Heavy
- 2004 - The Monsterican Dream
- 2005 - The Monster Show (Hybrid-Album)
- 2006 - The Arockalypse
- 2008 - Deadache
- 2009 - Zombilation - The Createst Cuts
- 2010 - Babez For Breakfast
- 2012 - Scarchives Vol. 1
- 2013 - To Beast or Not To Beast
- 2014 - Scare Force One
- 2016 - Monstereophonic – Theaterror vs. Demonarchy
- 2018 - Sexorcism
- 2020 - Killection
- 2021 - Lordiversity

### Singli
- 2002 - Would You Love a Monsterman?
- 2003 - Devil is a Loser
- 2004 - Blood Red Sandman
- 2004 - My Heaven is Your Hell
- 2006 - Hard Rock Hallelujah
- 2006 - Who's Your Daddy?
- 2006 - Would You Love A Monsterman? 2006 version
- 2006 - It Snows In Hell
- 2007 - They Only Come Out At Night
- 2008 - Beast Loose In Paradise
- 2008 - Bite It Like A Bulldog
- 2009 - Deadache
- 2010 - This Is Heavy Metal
- 2010 - Rock Police
- 2013 - The Riff
- 2016 - Hug You Hardcore
- 2018 - Your Tongue’s Got the Cat
- 2018 - Naked in My Cellar
- 2019 - Shake the Baby Silent
- 2019 - I Dug a Hole in the Yard for You
- 2020 - Like A Bee To The Honey
- 2021 - Believe Me
- 2021 - Abracadaver
- 2021 - Borderline
- 2021 - Merry Blah Blah Blah
- 2021 - Demon Supreme
- 2022 - Day Off Of The Devil
- 2022 - Spear Of The Romans
- 2022 - Reel Monsters

### Glasbeni spoti
- 2002 - "Would You Love a Monsterman?" (Režija: Pete Riski)
- 2003 - "Devil is a Loser" (Režija: Pete Riski)
- 2004 - "Blood Red Sandman" (Režija: Pete Riski)
- 2006 - "Hard Rock Hallelujah" (Režija: Pete Riski)
- 2006 - "Who's your daddy" "(Režija: Pete Riski)"
- 2006 - "Would You Love A Monsterman? 2006" "(Režija: Pete Riski)"
- 2006 - "It Snows In Hell" "(Režija: Pete Riski)"
- 2008 - "Bite It Like A Bulldog" "(Režija: Mika Lindberg)"
- 2010 - "This Is Heavy Metal" "(Režija: Jukka Salo)"
- 2013 - "The Riff" "(Režija: Martin Müller)"
- 2014 - "Scare Force One" "(Režija: Niina Ylipahkala)"
- 2016 - "Hug You Hardcore" "(Režija: Owe Lingvall)"
- 2018 - "Naked in My Cellar" "(Režija: Boris Bedrosov)"
- 2019 - "I Dug a Hole in the Yard for You" "(Režija: Aapo Lahtela & Vesa Ranta/Kaira Film)"
- 2021 - "Believe Me"
- 2021 - "Abracadaver"
- 2021 - "Borderline"
- 2021 - "Merry Blah Blah Blah"
- 2022 - "Demon Supreme"
- 2022 - "Reel Monsters"
- 2022 - "Better Hate Than Never"